# Crkva Sv. Katarine u Zemuniku Donjem
Stara crkva Sv. Katarine u Zemuniku Donjem sagrađena je sredinom 17. stoljeća.
Sagrađena je na mjesnom groblju izvan mjesta na Gradini. Proširena (dograđena) je 1853., izgorjela u požaru 1900., te odmah obnovljena i znatno uljepšana. Jednobrodna je građevina sa sakristijom i tri oltara. Glavni oltar je mramorni sa svetohraništem i slikom sv. Katarine, bočni mramorni oltar Gospe od Zdravlja s drvenim Gospinim kipom i treći je mramorni oltar s drvenim kipom sv. Josipa. U niši je kip sv. Katarine od drva. Zvonik na preslici s dva zvona, u Domovinskom ratu crkva je dosta oštećena.
Obnovu crkve su pokrenuli općina Zemunik Donji i Župni ured uz pomoć Konzervatorskog odjela u Zadru. Sanacija je iznosila 1,4 milijuna kuna uz pomoć Ministarstva kulture u iznosu 300.000 kuna i općine Zemunik s 850.000 kuna, a sama župa je osigurala 200.000 kuna.